# Giacomo Campi
Giacomo Campi (Milano, 20 ottobre 1846 – Milano, 8 dicembre 1921) è stato un pittore italiano.

## Biografia

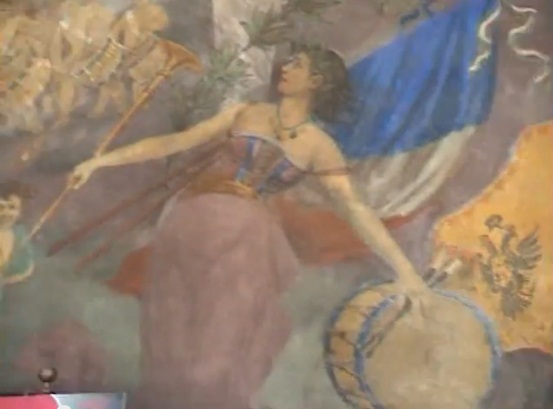
La Libertà accompagna l'esercito francese vittorioso, affresco a tema allegorico di Giacomo Campi conservato presso il museo di Casa Giacobbe a Magenta

Oriundo cremonese, iniziò gli studi pittorici con il prof. Gandolfi, passandò poi all'Accademia Carrara a Bergamo sotto il pittore Scuri; quindi lavorò a Roma e in Vaticano al Collegio romano col pittore Francesco Podesti.
Nel 1870 si trasferì definitivamente a Milano dove aprì uno studio. Suoi i dipinti presenti oggi in molte dimore milanesi: nella villa Bagatti-Valsecchi di Milano e nella casa Arnaboldi di Carimate, in casa del Duca Melzi d'Eril, del Principe di Castelbarco, a St. Moritz, a Sanremo, agli "Hotels Plinius" di Como e presso l'"Angleterre" di Venezia.
A Magenta (Italia) operò per diverso tempo realizzando un famosissimo ciclo di affreschi nella casa del Comm. Giovanni Giacobbe, rappresentanti allegorie sul tema della campagna d'Italia per la guerra d'indipendenza del 1859, realizzati appunto nella villa che fu al centro degli scontri della famosa Battaglia di Magenta.
Nel 1894 dipinse, sempre a Magenta, altri affreschi sul tema della storia cittadina nella volta del soffitto del locale Teatro Lirico, che venne inaugurato nel 1904 con un'esibizione di Francesco Tamagno.
Sempre del Campi sono affreschi presenti presso il banchiere Aplon a Parigi, le sale d'udienza del palazzo reale di Monza, in Vaticano, all'Accademia di S.Luca a Roma ed a New York. Re Umberto I lo insignì del titolo di cavaliere e la città di St. Moritz gli diede la cittadinanza svizzera; il governo lo nominò professore di disegno.
Massone, membro del Grande Oriente d'Italia, in una lettera di Giovanni Lentini il Giovane  al Gran Maestro Ettore Ferrari del 13 febbraio 1913  fu proposto come membro di un'associazione chiamata "Famiglia artistica", costituita da fratelli artisti.